# Saparevo
Saparevo (bulgariska: Сапарево) är ett distrikt i Bulgarien.   Det ligger i kommunen Obsjtina Sapareva Banja och regionen Kjustendil, i den västra delen av landet, 40 km söder om huvudstaden Sofia.
I omgivningarna runt Saparevo växer i huvudsak blandskog. Runt Saparevo är det ganska glesbefolkat, med 43 invånare per kvadratkilometer.